# Seymour Lipton
Seymour Lipton (New York, 6 novembre 1903 – Glen Cove, 15 dicembre 1986) è stato uno scultore statunitense.

## Biografia
La sua carriera studentesca culminò con la frequentazione del City College di New York (1922-1923) e della Columbia University (1923-1927).
Astrattista, si dedicò da autodidatta alla scultura dal 1932 dopo una breve carriera da dentista e nel 1938 effettuò alla A.C.A. Gallery la prima personale.
Fino al 1945 realizzò figure espressioniste in legno e in pietra, esprimenti contenuti di polemica sociale.
Dopo di che si avvicinò all'astrazione e alla sperimentazione, grazie all'utilizzo di lamine battute e saldate, come mezzo espressivo per raffigurare forme vegetali ed animali.
Tra le sue opere più rappresentative si possono menzionare, Uccello di tempesta (1953), Drago fiore (1955), Fucina terrestre II (1955), Crisalide (1956), che sono metafore dei processi di crescita e di cambiamento in atto.
Altre opere, invece, ricordano personaggi epici e mitici, come Vichingo (1957), Mandrake (1959).